# キャマス (ワシントン州)
キャマス（Camas）は、アメリカ合衆国ワシントン州のクラーク郡にある都市。人口は2万6065人（2020年）。市の西はバンクーバー、東はワシューガルに接している。南はコロンビア川で、このあたりの川幅は約1600mもある。川の対岸はオレゴン州で、トラウトデールと向かい合っている。キャマスは統計上ポートランド都市圏に含まれる。

## 歴史
1906年6月18日に「キャマスリリィ（ヒナユリ）」（玉ねぎに似た植物）にちなんで命名された。市の西端には、市内の高等学校のチーム名「the Papermakers（製紙業者の意）」の由来となった大きな製紙工場「ジョージア・パシフィック製紙」がある。
歴史的には、本市の宣伝文句はほとんど製紙工場のみであった。しかし近年、特にヒューレット・パッカード、シャープマイクロエレクトロニクス、リニア・テクノロジーズ、ウェハー・テックなどを含む、ホワイトカラーのハイテク企業の進出により、産業の多様化が進んでいる。毎年開かれる祭りとしては夏に開かれる「キャマス・デー」などがある。

## 交通
- グローブ・フィールド空港
- ワシントン州道14号線：市の幹線道路

## 地形
- プルーンヒル:噴石丘 の残る死火山。市の住宅地域のかなりの部分が集まる。
- ラキャマス湖
- ラウンド湖
- Dead湖
- Tug湖
- Washougal川
- キャマス・ポットホール

## 公園
- クラウン公園
- ドロシー・フォックス公園
- 落葉公園
- フォレスト・ホーム・公園
- クーパース・ビュー・公園
- グラス・バレー公園
- 遺産公園
- ラキャマス公園
- ルイス・ブロッホ公園
- オーク公園
- プルーンヒル運動公園
- スケート公園

### ラキャマス公園
ラキャマス公園はラウンド湖の西岸にある公園。遊園地・バーベキュー広場・湖岸の1.2マイルの遊歩道 及びキャマス・ポットホールへのアクセス道路がある。

### 遺産公園
遺産公園はラキャマス湖を進むボート、子どものための運動場、広場、および木々の間を通る小道がある。

## 人口統計
2000年国勢調査
- 総人口1万2534人、4,480世帯、3,422家族。 人口密度は443.6人/km^2、 世帯密度は167.6/km²。
- 人種構成は白人92.01%、アフリカ系アメリカ人0.69%、 ネイティブアメリカン0.69% 、アジア系3.41% 、オセアニア系0.14%、ヒスパニック0.80% その他 2.26% である。 ヒスパニックあるいはヨーロッパ系の占める割合（人種に関わりなく）は、人口2.86%であり、そのうち18.8%はドイツ系、11.3%がイギリス系、9.6%がアメリカ系、 8.2%がアイルランド系、そして5.6%がノルウェー系である。

- 4,480世帯のうち、42.6%は18歳以下の子どもがおり、63.9%は夫婦が同居、8.5%が夫のいない女性世帯主、 23.6%は独身世帯である。そして、一人暮らしの65歳以上の世帯は6.5%を占める。 平均的な世帯人員は2.78で、平均家族数は3.19人である。
- 人口の年齢別構成は18歳未満が31.2%、18-24歳が6.2%、25-44歳が32.5%、45-64歳が21.4%で、65歳以上は8.7%。平均年齢は34歳。女性100人に対する男性人口は96.2人である。

## 姉妹都市
及びによると、本市と姉妹都市提携を結んでいるのは、以下の自治体である。
- 日本静岡県引佐郡細江町→市町村合併により浜松市に引き継がれる。
- 日本三重県多気郡多気町
- ポーランドw:Krapkowice
- ポーランドw:Morawica
- ポーランドw:Zabierzów

## 主な著名人
- Jimmie Rodgers：1950年代のポップシンガー
- w:Greg Biffle：NASCAR選手
- デニス・ヘイズ：環境保護活動家、 アースデー提唱者
- Shawn Lewis, Mike Jackson, Ray Burnham, and Bryan Alberchtson, Musicians：Hyper Static Union